# Guerre de succession de Négrepont
Batailles
Bataille du mont Karydi
La Guerre de succession de Négrepont, également appelée Guerre de succession d'Eubée ou Guerre des Tierciers de l'Eubée, se déroule de 1256 à 1258, ou 1259 (après la bataille au mont Karydi), entre le dernier prince d'Achaïe, Guillaume II de Villehardouin, et une large coalition d'autres dirigeants de toute la Grèce franque, dont les seigneurs terciers d'Eubée et le duché d'Athènes qui se sentent menacés par les aspirations de Guillaume. La guerre est déclenchée par la tentative de Guillaume de prendre le contrôle d'un tiers de l'île d'Eubée : il est combattu par les barons locaux lombards (les tierciers) avec l'aide de la république de Venise. Le seigneur d'Athènes et Thèbes, Guy Ier de La Roche, entre également en guerre contre Guillaume, avec d'autres barons de Grèce centrale. Leur défaite à la bataille du col du mont Karydi, au nord de Mégare, en mai-juin 1258, amène la fin effective de la guerre, remportée par Guillaume, lequel capturé à la bataille de Pélagonia fin septembre 1259,  reste prisonnier plusieurs années, devant remettre aux Byzantins les forteresses de Mistra, Monemvasia et du Magne en échange de sa liberté. Le traité de paix définitif ne sera signé qu'en 1262, après le retour de captivité de ce dernier.

## Contexte historique
Lorsque les vainqueurs de la quatrième croisade se partagèrent en 1204 les territoires de l’Empire byzantin, les tiers nord et sud d'Eubée furent attribués à Venise. Toutefois, le roi de Thessalonique Boniface de Montferrat conquit l'île et, en 1205, la partagea en trois fiefs qu’il concéda à trois nobles italiens : Ravano dalle Carceri, Giberto da Verona et Pecoraro de’ Pecorari da Mercannuovo. La ville de Négrepont (aujourd’hui Chalkis), située au centre de l’ile, était quant à elle propriété commune des trois seigneurs, appelés par la suite t(i)erciers (en italien : terzieri) . Resté seul maitre de l’ile quelques années plus tard, Ravano dalle Carceri entra en conflit avec l’empereur latin Henri Ier, et jugea bon de se placer en 1209 sous la protection de Venise. Sans résultat puisque, après la campagne de 1209 de l’empereur Henri en Grèce, il dut reconnaître la suzeraineté de l'Empire latin de Constantinople. De son côté, Venise nommait dans l’ile un premier bailo (représentant) entre 1211 et 1216, année de la mort de Ravano dalle Carceri. 
Les héritiers de celui-ci se disputant la succession, on sollicita la médiation du bailo vénitien. Celui-ci divisa chacune des trois baronnies en deux formant ainsi six hexarchies (en italien : sestieri). Une des clauses voulait que si l’un des six mourait, la succession irait à son co-hexarque et non aux enfants du disparu, devant reconstituer à terme la triarchie originelle.

## Les contestants
En 1246, Guillaume II de Villehardouin (r. 1246 – 1278) succéda à son frère ainé, Geoffroy II de Villehardouin, comme prince d’Achaïe, région s’étendant au départ sur l’ensemble du Péloponnèse, conquise par Guillaume de Champlitte et Geoffroi de Villehardouin entre 1205 et 1206, et devenue la principale puissance franque de la région. Extrêmement énergique et ambitieux, Guillaume ambitionnait de s’agrandir et de contrôler les autres États latins de la région. Déjà, Guy Ier de la Roche, duc d’Athènes et de Thèbes, était son vassal pour les fiefs d’Argos et de Nauplie situés dans le Péloponnèse  En 1236, en récompense de l’aide qu’il avait apporté à l’empereur Baudouin II (r. 1228 – 1261), celui-ci lui avait concédé la suzeraineté sur l’ile d’Eubée. À la mort de Carintana dalle Carceri, nièce et héritière de l’un des tierciers, sa succession fut disputée entre les deux tierciers restant et un certain Leone dalle Carceri, qui fit appel à Guillaume. Jusque-là, la succession des hexarchies avait permis de conserver l’ensemble des territoires dans les mains des familles lombardes originelles et les « hexarchies » étaient redevenues une « triarchie ». Les deux tierciers restant, Guglielmo Ier da Verona et Narzotto dalle Carceri, rejetèrent cette prétention, même s’ils étaient vassaux de Guillaume et, dans le cas de Guglielmo, lui étaient reliés par mariage, se refusant à ce qu’un territoire de l’Eubée soit concédé à quelqu’un qui n’appartînt pas à leurs familles. Ils décidèrent donc de céder la baronnie à leur compatriote Grapella dalle Carceri. Selon certaines interprétations Guillaume aurait revendiqué comme son héritage propre le territoire d’Oreos, au nord de l’ile, faisant frapper des monnaies le représentant comme « tiercier de Négrepont ». Les seigneurs lombards reçurent l’appui du bailo vénitien Paolo Gradenigo qui jouissait d’une grande influence dans l’ile devenue entretemps une étape importante du commerce maritime vénitien dans la région .

## Alliance contre Guillaume de Villehardouin
En 1256, Guillaume envahit l’ile et ordonna à ses deux vassaux de comparaitre devant lui. Liés par leur serment de féodalité, Guglielmo et Narzotto n’osèrent pas refuser et, à leur arrivée, furent faits prisonniers. Leurs épouses et de nombreux chevaliers du clan dalle Carceri se rendirent alors chez le bailo vénitien afin d’implorer son assistance.  Celui-ci se rendit à leurs prières; de même, le pape Alexandre IV (r. 1204 – 1261) exhorta le prince à relâcher ses prisonniers « de peur que les Grecs ne deviennent plus puissants en Romanie »,. Selon l’historien Marino Sanudo, les tierciers seraient demeurés emprisonnés jusqu’à ce que Villehardouin lui-même soit fait prisonnier lors de la bataille de Pélagonia en 1259. Toutefois, leur incarcération dut être plus brève puisque les deux tierciers étaient manifestement en liberté en juin 1256 et en janvier 1257.
En effet, le 14 juin 1256, un accord était conclu entre les tierciers lombards, le bailo vénitien Gradenigo à Thèbes, résidence principale du duc d’Achaïe, Guy Ier de la Roche. Les tierciers répudiaient leur serment de vasselage à la principauté d’Achaïe et se déclaraient liges de la « Commune de Venise ». En vertu de quoi, ils enverraient chaque année des draps d’or au doge et à la basilique Saint-Marc en plus de célébrer des liturgies honorant spécialement Venise à Noël, à Pâques et au jour célébrant saint Marc.  Les accords de 1209 et de 1216 sur la gouvernance de l’ile et la représentation vénitienne furent confirmés à ceci près que les tierciers et leurs domaines se voyaient dégagés de toute taxe et du tribut de 700 hyperpères qu’ils payaient jusque-là, en compensation de quoi ils abandonnèrent tous les droits de douane qu’ils percevaient à Venise. De plus, celle-ci recevait le droit d’utiliser ses propres poids et mesures partout sur l’ile ainsi que différents privilèges pour ses citoyens,. Plus important encore, les tierciers cédèrent à Venise la citadelle stratégique qui gardait le pont sur le détroit de l’Euripe qui sépare l'Eubée de la Béotie au niveau de la ville de Négrepont ainsi que d’importantes propriétés dans la même ville. Ceci devait marquer le début du lent processus par lequel la juridiction sur l’ensemble de la ville et de l’ile elle-même passera entre les mains de Venise.
Faisant face à l’hostilité de Venise, Guillaume de Villehardouin se tourna vers sa rivale, Gênes. Toujours anxieux de contrecarrer les Vénitiens, ceux-ci s’empressèrent d’accepter, d’autant plus qu’ils avaient une dette de reconnaissance envers Villehardouin pour l’aide qu’il leur avait apportée quelques années plus tôt à Rhodes. De leur base à Monemvasia, les galères génoises ciblèrent celles de Venise. Othon de Cicon, seigneur de Karystos dans le sud de l’ile qui contrôlait le passage stratégique du cap Kafireas, se rangea également de son côté,. Partout ailleurs cependant, les appels à l’aide de Villehardouin se heurtèrent à de sourdes oreilles, les prétentions de ce dernier à la suzeraineté sur tous les princes latins du sud de la Grèce ne rencontrant que méfiance et hostilité. Bien qu’ils aient été vassaux des Villehardouin, Guy Ier de la Roche et son compatriote Guillaume de la Roche (Guy à titre de seigneur d’Argos et de Nauplie; Guillaume comme baron de Veligosti et Damala) se rangèrent dans le camp vénitien, imités par le seigneur du comté de Salona, Thomas II d’Autremencourt et Ubertino Pallavicini, marquis de Bodonitsa,.
En octobre 1256, un nouveau bailo, Marco Gradenigo, fut envoyé à Négrepont avec trois galères (sept si on en croit Andrea Dandolo) avec pleins pouvoirs pour traiter avec les tierciers. Le 25 janvier 1257 il parvint avec ceux-ci à un accord contre Villehardouin en fonction duquel les deux parties s’engageaient à ne pas conclure de paix séparée avec ce dernier sans consultation avec l’autre,.

## La guerre de conquête de Négrepont
Villehardouin ne s’était pas sitôt emparé de l’ile en 1256 que les Vénitiens sous la conduite de Paolo Gradenigo la reprenaient,,. Villehardouin répondit en envoyant son neveu Geoffroy de Briel, baron de Karytaina, reprendre Négrepont et se livrer à des raids dévastateurs sur l’ensemble de l’ile.
Dès son arrivée en Grèce, Marco Gradenigo mit le siège devant la ville, siège qui dura treize mois. La ville devait capituler au début de 1258 grâce à l’intervention conjointe des deux de la Roche. Une contre-attaque du parti achaïen fut repoussée grâce à l’infanterie vénitienne qui sortit de la ville et défit la cavalerie des Achaïens sous les murs de la ville,,. Au cours de cette période, Geoffroy de Briel, réputé « le meilleur soldat de toute la Romanie (c.a.d. des États latins) » déserta le camp de son oncle pour se joindre aux adversaires de Villehardouin.
Outré, Guillaume de Villehardouin répondit avec frénésie : il assiégea sans succès la forteresse vénitienne de Coron et lança un raid sur l’Attique au cours duquel il fut presque capturé. Après quoi, il résolut d’envahir les domaines des de la Roche. Assemblée à Nikli (aujourd’hui dème de Tripoli), son armée traversa le golfe de Corinthe et, sur la route reliant Megara à Thèbes, défit l’armée des coalisés dans le col du mont Karydi. Guy de la Roche et les autres barons durent fuir et trouver refuge dans la citadelle de Thèbes. Guillaume de Villehardouin les poursuivit et s’apprêtait à mettre le siège devant l’endroit lorsque l’archevêque latin et nombre de ses propres nobles le supplièrent de faire preuve de clémence et de mettre un terme au conflit. Il se retira après avoir obtenu de Guy de la Roche la promesse de se présenter devant la Haute Cour d’Achaïe, assemblée des barons de la principauté, pour y être jugé,.
Celle-ci se réunit à Nikli. Guy de la Roche s’y présenta accompagné de ses propres vassaux, mais les barons assemblés décidèrent qu’ils n’étaient pas compétents pour passer jugement, Guy n’étant pas un de leurs pairs, et référèrent la cause au roi Louis IX de France (r. 1226-1270). Guy se rendit donc en France en 1259 où non seulement le roi lui accorda son pardon, mais selon la Chronique de Morée, l’éleva au rang de duc, titre que lui-même et ses successeurs portèrent depuis. Geoffroy de Briel fut également mené devant la Haute Cour afin d’y être jugé pour trahison. Cette fois, les barons furent émus par le spectacle d’un des plus braves d’entre eux ainsi réduit à l’impuissance et supplièrent Guillaume de lui pardonner. Celui-ci se fit prier, mais finit par se rendre aux supplications de ses vassaux : Geoffroy fut privé de la possession de ses domaines par droit de conquête, mais put les conserver comme lui étant concédé par le prince à titre viager à moins qu’il n’ait un héritier direct .

## Les suites de la guerre
La victoire de Guillaume à Karydi, suivie d’une autre victoire de ses troupes près d’Oréos dans le nord de l’ile, mirent fin au conflit. Le 6 aout 1258, Guglielmo da Verona et Narzotto dalle Carceri initièrent des négociations par l’intermédiaire du doge de Venise et, début 1259, le doge autorisait son nouveau bailo, Andrea Barozzi à signer une entente avec Guillaume. Toutefois, la même année, l'empereur de Nicée  envahit la Thessalie et en septembre  son frère, Jean Paléologue, dut faire face aux armées conjuguées d’Achaïe et du despotat d'Épire auxquelles s’ajoutaient 400 cavaliers envoyés par Manfred Ier de Sicile. Guillaume fut défait lors de la bataille de Pélagonia et emmené en captivité. Il devait rester trois ans prisonnier de Michel VIII Paléologue (empereur byzantin 1261-1282) après quoi il fut forcé de céder des forteresses stratégiques de la principauté d'Achaïe (Mistra, Monemvasia, Le grand magne) en échange de sa liberté. Ce n’est qu’alors que l’entente put être signée,.
Aussitôt libéré, Guillaume de Villehardouin fut reçu par Guy de la Roche qui était entretemps retourné en Grèce pour assister la femme de Guillaume devenue régente de la principauté pendant le séjour de son mari en prison. Il fut conduit par celui-ci à Thèbes où le traité fut signé dans la résidence de l’archevêque entre le prince d’Achaïe d’une part, Venise et les tierciers d’autre part. 
Le traité rétablissait à toute fin pratique le statu quo existant à la mort de Carintana. Guillaume reconnut Guglielmo da Verona, Narzotto dalle Carceri et Grapella comme tierciers ; ceux-ci le reconnurent comme leur suzerain et s’engagèrent à détruire le château de Négrepont, n’en gardant que la propriété du site. Venise conservait la bande de terre qui lui avait été concédée par les tierciers en 1256 de même que l’exclusivité des droits de douane en Eubée, sauf pour les tierciers, le prince et leurs agents. Enfin, Venise s’engageait aussi à annuler tous les fiefs concédés par ses bailos depuis la mort de Carintana. C’était un bien piètre résultat au vu des dépenses que la guerre de succession lui avait coûtées et le traité fut considéré comme un échec. Venise devait en tirer la leçon et, pendant longtemps, ses bailos se virent interdire toute intervention dans les questions d’héritages féodaux sur l’ile,.